# Langoorschreeuwuil
De langoorschreeuwuil (Megascops sanctaecatarinae) is een vogel uit de familie Strigidae (uilen).

## Verspreiding en leefgebied
Deze soort komt voor in zuidoostelijk Brazilië, noordoostelijk Argentinië en Uruguay.

## Status
De grootte van de populatie is niet gekwantificeerd maar de soort wordt omschreven als algemeen voorkomend. Op de Rode lijst van de IUCN heeft deze soort de status niet bedreigd.